# SGR J1745−2900
SGR J1745−2900 або PSR J1745−2900 — перший відкритий магнетар, що обертається навколо чорної діри в сузір'ї Стрілця A* у центрі Чумацького Шляху. Магнетар був відкритий у 2013 році за допомогою 100-метрового Еффельсберзького радіотелескопа, дециметричного радіотелескопа Нансе та телескопа обсерваторії Джодрелла-Бенк Lovell. Магнетар має період 3,76 s і щільністю магнітного потоку ~ 1010 Т (1014 G). Відстань від магнетара до центральної чорної діри дорівнює складає 0,33 Ср.
Об’єкт пропонує неперевершений інструмент для дослідження іонізованого міжзоряного середовища (ISM) у напрямку Галактичного центру (GC) і можливий спосіб перевірки ефектів квантової гравітації.